# アルシー・チャーター・スクール

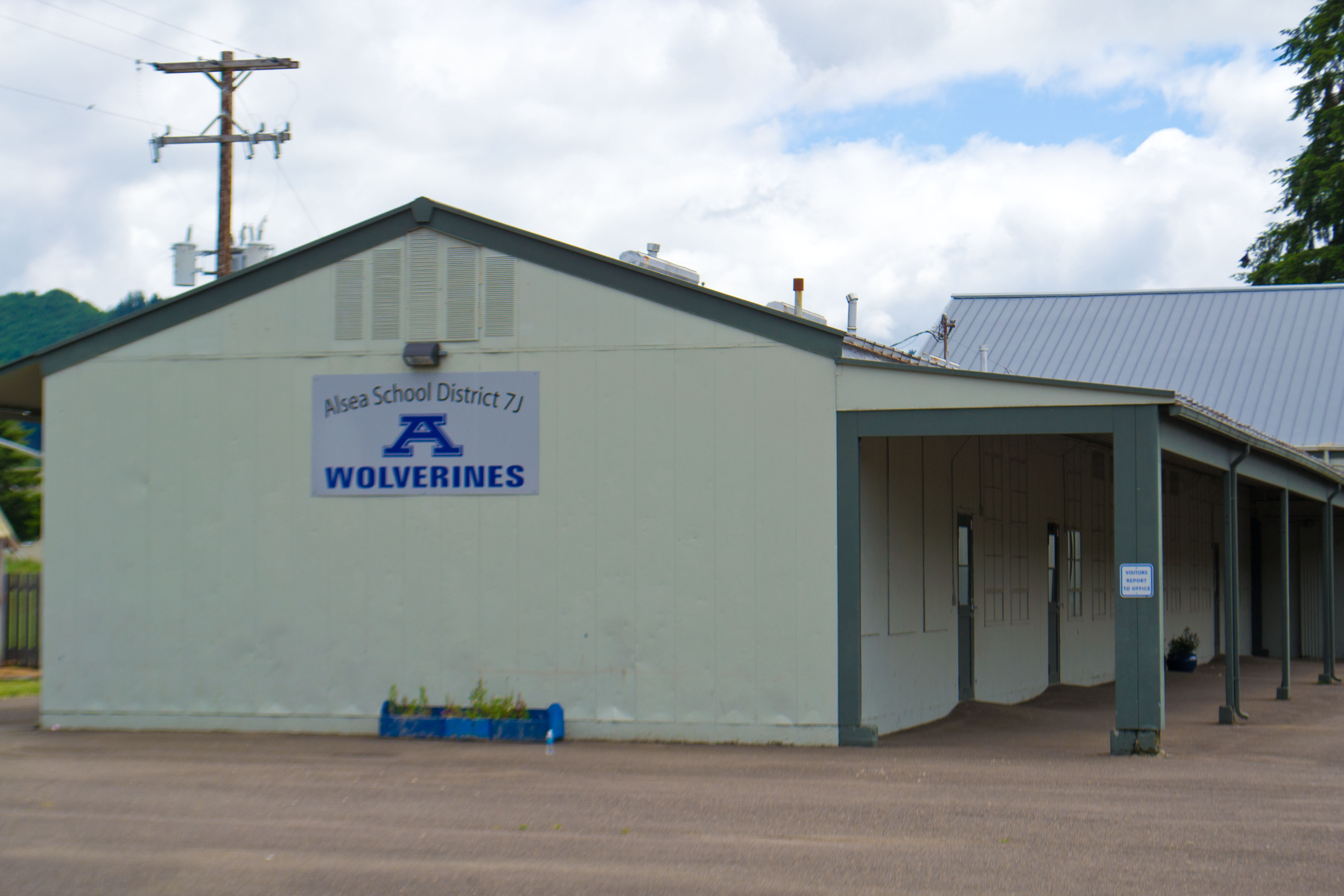
アルシー・チャーター・スクールの校舎

アルシー・チャーター・スクール（英：Alsea Charter School）はアメリカ合衆国オレゴン州ベントン郡アルシーにある、公立のチャーター・スクールである。
マスコットはクズリ。

## 概要
幼稚園から高等学校の生徒が在籍するK-12の学校である。2023年時点で281人の生徒が在籍している。1962年に男子バスケットボール部、1958年及び1972年にアメリカンフットボール部、1996年に女子陸上競技部 が州選手権に出場している。

## 不祥事

### マスク着用義務廃止
コロナ禍の2022年1月に当時の校長が生徒及び教師のマスクの着用の義務化を廃止する発表を行った。当時のオレゴン州の方針では2月まで州内の全学校の生徒・教師のマスク着用義務を継続する予定であったため当学校は州政府と対立。これに伴い、オレゴン教育省（Oregon Department of Education）は当学校への連邦政府によるコロナ救済基金（COVID-19 relief funds）を停止する措置を行なった。

### その他の不祥事・疑惑
2022年3月に元教師（元小学部の学校長）の女性が同年2月に退任した校長を巡り当学校を訴訟した。女性は校長が在籍していた間、職場では女性蔑視的な環境及びセクシャル・ハラスメントが常態化していたと主張。女性は当学校から370万米ドル（日本円で約5億2700万円）の支払いを求めている。